# Iván Ivánovich Íshchenko
Iván Ivánovich Íshchenko (en ucraniano: Іван Іванович Іщенко; Mikolaiv, 19 de mayo de 1980) es un deportista ucraniano que compitió en lucha libre. Ganó una medalla de plata en el Campeonato Europeo de Lucha de 2006, en la categoría de 120 kg.

## Palmarés internacional
| Campeonato Europeo | Campeonato Europeo | Campeonato Europeo | Campeonato Europeo |
| Año                | Lugar              | Medalla            | Categoría          |
| ------------------ | ------------------ | ------------------ | ------------------ |
| 2006               | Moscú (Rusia)      | Medalla de plata   | 120 kg             |